# The Lord of the Rings: The Fellowship of the Ring
The Lord of the Rings: The Fellowship of the Ring (Brasil: O Senhor dos Anéis: A Sociedade do Anel / Portugal: O Senhor dos Anéis: A Irmandade do Anel) é um filme de fantasia dirigido por Peter Jackson e baseado no primeiro volume da série O Senhor dos Anéis, de J. R. R. Tolkien.
O filme narra a procura do Senhor do Escuro Sauron pelo Um Anel. O anel que atualmente está em posse do hobbit Frodo Bolseiro (Elijah Wood). O destino da Terra-média está em risco, e ele depende apenas de Frodo e mais oito companheiros que formam a Sociedade do Anel que agora rumam para a Montanha da Perdição, na Terra de Mordor, o único local onde o anel pode ser destruído.
Lançado nos Estados Unidos em 10 de dezembro de 2001, o filme foi aclamado por críticos e fãs, especialmente porque muitos destes julgaram o filme como a mais fiel adaptação da história original da trilogia O Senhor dos Anéis, de Jackson. Foi um grande sucesso de bilheteria, faturando mais de $887 milhões no mundo inteiro, e o segundo filme de maior bilheteria de 2001 nos EUA e no mundo (atrás apenas de Harry Potter and the Philosopher's Stone), o que na época lhe garatiu o posto de 5º filme de maior bilheteria na história.
Hoje ele é o 64º filme de maior bilheteria de todos os tempos. O filme ganhou quatro Óscars e cinco BAFTAs, incluindo melhor filme e melhor diretor na premiação BAFTA. A Edição Especial Estendida foi lançada em 2 de novembro de 2002, em DVD, e em 28 de junho de 2011, em Blu-ray. Em 2007, A Sociedade do Anel foi eleita o 50º melhor filme americano na lista do American Film Institute de 100 melhores filme estadunidenses.
Em 2021, o filme foi selecionado para preservação no Registro Nacional de Filmes dos Estados Unidos pela Biblioteca do Congresso por ser "culturalmente, historicamente ou esteticamente significativo".

## Enredo
O prólogo, narrado por Galadriel, mostra o Senhor da Escuridão, Sauron forjando o "Um Anel", na Montanha da Perdição, com o objetivo de conquistar as terras da Terra-média. A Última Aliança entre Elfos e Homens é formada para conter as forças de Sauron, aos pés da Montanha da Perdição, mas Sauron mata Elendil, Rei dos Homens da Terra-média. O filho de Elendil, príncipe Isildur, apodera-se da espada partida do pai, Narsil, e consegue decepar a mão de Sauron, separando-o assim do "Um Anel", e vencer desta maneira os exércitos do Inimigo. No entanto, por ter Sauron sua "força vital" conectada ao anel, não pode ser completamente vencido a menos que o anel seja também destruído. Mas só existe um local onde o "Um Anel" pode ser destruído: nas forjas da Montanha da Perdição, onde foi forjado. Isildur leva o anel até lá mas sucumbe à tentação de poder que o anel dá e recusa-se a destrui-lo. Mas tarde é morto por orcs e o "Um Anel" perde-se nas águas do Anduin. O anel é achado pela criatura Gollum, milhares de anos depois, que o leva para as profundezas da terra, onde permanece por cinco séculos, corrompendo a alma da criatura que o capturou e dando-lhe uma longevidade além do natural.
Como o Anel está ligado a Sauron, possui vontade própria e "deseja" ser achado. Dessa maneira, o Anel conscientemente abandona Gollum, em sua busca para reunir-se a Sauron. Assim, é encontrado por um hobbit, Bilbo Bolseiro, para desespero de Gollum. Bilbo retorna ao Condado, terra dos hobbits, com o Anel e a história pula sessenta anos para a frente. Este episódio da captura do anel por Bilbo é desenvolvido em outro filme também de Peter Jackson, O Hobbit: Uma Jornada Inesperada, lançado em 2012.
Em seu 111º aniversário, Bilbo deixa o Anel para seu sobrinho e herdeiro, Frodo Bolseiro, não sem muito pesar. O mago Gandalf, presente no aniversário, logo descobre ser este anel o "Um Anel" perdido por Isildur, agora considerado apenas uma lenda e desejado por Sauron. Para não correr riscos, Gandalf pede que Frodo abandone o Condado com o Anel e o manda para a cidade de Bri com seu melhor amigo Samwise "Sam" Gamgi, com planos de encontrá-lo lá, depois de passar por Isengard e pedir conselhos ao mestre de sua ordem, Saruman. Saruman revela a Gandalf que os Nazgûl, ou Espectros do Anel, deixaram Mordor com instruções de capturar o "Um" e matar quem o carregue; tendo abraçado a causa de Sauron, Saruman aprisiona Gandalf no topo da torre Orthanc, em Isengard. De sua prisão, Gandalf é forçado a acompanhar as ordens dadas por Saruman aos seus servos, os orcs, serem cumpridas: a construção de armas para a guerra e a criação de um exército de elite dos orcs, chamado Uruk-hai.
Enquanto viajam para Bri, Frodo e Sam encontram seus amigos hobbits, Meriadoc "Merry" Brandebuque e Peregrin "Pippin" Tûk. Depois de encontrarem um Espectro do Anel pelo caminho, os amigos conseguem escapar de sua perseguição e alcançar Bri, onde são salvos por um homem chamado Passolargo, que concorda em guiá-los até Valfenda, cidade habitada por elfos, já que Gandalf não chega para o encontro marcado. No curso da viagem, resolvem passar a noite no Topo do Vento, onde são atacados pelos Nazgûl. Passolargo consegue vencê-los mas Frodo é gravemente ferido por uma lâmina Morgul. Isso faz com que o grupo siga rápidamente para Valfenda na busca por socorro para Frodo. Com os Nazgûl em seu rastro, encontram a elfa Arwen que coloca Frodo em seu cavalo, Asfaloth, e galopa até Valfenda onde o hobbit é curado pelo pai de Arwen, Elrond.
Ao acordar em Valfenda, Frodo encontra Gandalf, que lhe explica porque faltou ao encontro em Bri (Gandalf fugiu da torre Orthanc com a ajuda da Águia Gwaihir). Frodo encontra também Bilbo hospedado junto aos elfos, em meio à tarefa de escrever suas memórias. Nesse meio tempo, representantes dos diversos povos que habitam a Terra-média começam a se reunir em Valfenda. Elrond convoca então um Conselho para decidir o que deve ser feito com o Anel. Sabe-se que o "Um Anel" só pode ser destruído nas fornalhas da Montanha da Perdição, onde foi fundido. A Montanha da Perdição fica em Mordor, próxima à fortaleza de Sauron, Barad-dûr, o que torna a jornada incrivelmente perigosa. Frodo se propõe a levar o Anel até a Montanha da Perdição, quando vê a disputa que tal tarefa causa na assembleia. Fica decidido então que o hobbit será o encarregado da missão, mas que será assessorado na tarefa por um grupo formado por representantes dos povos que habitam a Terra-média: o mago Gandalf, os amigos hobbits de Frodo, Sam, Merry e Pippin, o humano Passolargo (que revela ser Aragorn, o herdeiro de direito do trono de Gondor), o elfo Legolas, o anão Gimli e Boromir, filho do regente de Gondor. Juntos formam a Sociedade do Anel. A Sociedade parte de Valfenda e segue rumo a Mordor tentando atravessar a montanha Caradhras, onde são detidos pela magia de Saruman. Com a insistência do anão Gimli, decidem então procurar por segurança e fazer o caminho por dentro das montanhas, através das Minas de Moria pertencentes aos anões. Descobrem então que uma tentativa de colonização feita pelo "primo" de Gimli, Balin, falhou e que todos os anões das minas foram mortos. Eles também são então atacados por orcs e um troll e, na fuga, deparam-se com a Ruína de Isildur, um Balrog, antigo demônio, bloqueando a passagem na Ponte de Khazad-dûm. Para que o resto da Sociedade possa passar, Gandalf confronta-se com o Balrog e é arrastado por ele para as profundezas de Moria. Este é um duro golpe para a Sociedade que, no entanto, precisa seguir seu caminho.
O grupo precisa atravessar o reino de Lothlórien, onde são protegidos por seus governantes, Galadriel e seu marido Celeborn. Enquanto descansam, Boromir conta a Aragorn sobre os problemas que afligem as terras de Gondor e o desejo do povo de ver surgir um rei forte que possa livrá-los da destruição. Frodo encontra-se com Galadriel que afirma ser ele aquele destinado a destruir o Anel. Galadriel dá a Frodo a Luz de Eärendil que contém a luz de Galadriel e que deve ser usado com sabedoria. Deixando Lothlórien, o grupo ruma direto para Mordor, seguindo pelo Grande Rio Anduin, até Parth Galen. Lá chegando, Boromir tenta tomar o "Um Anel" de Frodo, acreditando ser este o único meio de salvar seu reino. Frodo tenta escapar colocando o Anel em seu dedo e desaparece em frente de Boromir. Fugindo de Boromir, Frodo encontra Aragorn que, ao contrário de Boromir, decide não tomar o Anel de Frodo. Percebendo que a tentação do Anel é forte demais para os membros da Sociedade, Frodo resolve deixá-los e ir até Mordor sozinho. Enquanto isso, o resto do grupo é atacado por Uruk-hai, enviados por Saruman, para destruir a Sociedade e apossar-se do Anel.
Merry e Pippin, percebendo que Frodo está partindo, resolvem distrair os orcs, para que Frodo possa fugir. Tomando consciência do erro que cometera, Boromir corre em auxílio dos dois hobbits em perigo mas é mortalmente ferido pelas flechas de Lurtz, comandante dos uruks; Boromir lamenta por ter tentado roubar o Anel de Frodo e morre nos braços de Aragorn. Quanto aos dois hobbits, sem a proteção de Boromir, são capturados pelos orcs. Sam, melhor amigo de Frodo, percebe a intenção do amigo de seguir caminho sozinho; com risco de afogar-se entra no rio atrás do barco de Frodo que, ao ver a devoção do amigo, resgata-o e aceita sua companhia no resto da missão. Quanto aos outros membros da Sociedade do Anel (Aragorn, Gimli e Legolas), percebendo que esta não mais existe, resolvem seguir atrás dos dois hobbits capturados e livrá-los das garras dos orcs.

## Elenco
Antes do começo das filmagens, em 11 de outubro de 1999, os atores principais foram treinados por seis semanas em luta de espada (com Bob Anderson), cavalgada e navegação. Jackson esperava que essas atividades ajudariam o elenco a se unir, então a química seria evidente nas telas. Eles também treinaram para pronunciar os versos de Tolkien corretamente. Antes da gravação, os nove intérpretes dos membros d'A Sociedade do Anel receberam uma tatuagem, o símbolo élfico para o número nove, com exceção de John Rhys-Davies, cujo dublê possuía a tatuagem. É notado que o filme tem um elenco alinhado, em que todos os personagens principais tem igual importância. Alguns do membros do elenco incluem:
- Elijah Wood como Frodo Bolseiro, um hobbit que herda o Um Anel do seu tio, Bilbo Bolseiro. Wood foi o primeiro ator escolhido para o filme, em 7 de julho de 1999,[10] entre cento e cinquenta candidatos ao papel.[11] Ele era um fã dos livros, e comperaceu à audição, onde leu trechos do livro, caracterizado de Frodo.[8]
- Ian McKellen como Gandalf, o Cinzento, um mago que se torna mentor de Frodo, ajudando-o a decidir o que fazer com Um Anel. Ele é o líder da Sociedade do Anel.
- Sean Astin como Samwise "Sam" Gamgee, um hobbit que trabalhava como jardineiro de Frodo e acaba tornando-se seu amigo. Quando é pego ouvindo uma conversa de Frodo e Gandalf sobre Um Anel, passa a ser companheiro de Frodo em sua viagem, sempre se mostrando muito leal.
- Orlando Bloom como Legolas, o príncipe dos elfos da Floresta das Trevas e talentoso arqueiro que faz parte da Sociedade do Anel. Bloom audicionou inicialmente para Faramir, personagem que aparece no segundo filme da série, mas o papel foi dado a Bloom e ele foi designado como Legolas.[8]
- Viggo Mortensen como Aragorn, também chamado de Passo-largo, é um homem dúnedain, herdeiro do trono de Gondor; apesar disso, ele reluta em assumir o trono por seu ancestral, Isildur, ter falhado em destruir Um Anel.
- Cate Blanchett como Galadriel, uma elfa que comanda Lothlórien ao lado do seu marido Celeborn. Ela mostra a Frodo um espelho onde ele pode ver os possíveis acontecimentos do futuro e lhe dá a luz de Eärendil.
- Dominic Monaghan como Meriadoc "Merry" Brandebuque, um hobbit e amigo de Frodo. Ao lado de seu melhor amigo Pippin, é responsável pela parte cômica da trilogia.[8] Monaghan foi escolhido para interpretar Merry depois de audicionar para Frodo.
- Billy Boyd como Peregrin "Pippin" Tûk, um hobbit que viaja com A Sociedade do Anel, assim como seu melhor amigo Merry. Ele é leal, mas também é travesso, chegando a irritar Gandalf.
- John Rhys-Davies como Gimli, um anão que acompanha A Sociedade do Anel. Inicialmente, ele detesta elfos, mas sua atitude muda no decorrer da história, principalmente após encontrar Galadriel.
- Sean Bean como Boromir, Capitão-general de Gondor, que faz parte d'A Sociedade do Anel, depois sendo tentado pelo poder do Anel. Ele declara que Gondor não precisa de nenhum rei, mas acaba se tornando amigo de Aragorn.
- Hugo Weaving como Elrond, senhor de Valfenda, pertencente à raça dos meio-elfo, lidera o Conselho de Elrond, onde é decidido que Um Anel deve ser destruído. Ele havia perdido sua fé nos humanos desde que viu Isildur se deixar dominar pelo poder do Anel, 3.000 anos antes.
- Liv Tyler como Arwen, tal como Elrond, seu pai, é uma meio-elfo, que leva Frodo para ser curado em Valfenda depois que ele é ferido pelo Rei bruxo. É o interesse romântico de Aragorn.
- Ian Holm como Bilbo Bolseiro, tio de Frodo que lhe entrega o Um Anel e vai descansar em Valfenda. Holm havia interpretado Frodo anteriormente em uma adaptação para rádio de O Senhor dos Anéis em 1981 e foi chamado para o papel depois que Jackson lembrou-se de sua performance.[8]
- Christopher Lee como Saruman, o Branco, o antigo líder dos Istari, que sucumbe ao poder do Sauron através da palantír. Após capturar Gandalf, ele cria os Uruk-hai para tentar achar e capturar os membros d'A Sociedade do Anel. Lee é um grande fã dos livros, e já havia se encontrado com Tolkien.[12] Ela havia feito teste originalmente para Gandalf, mas foi considerado mais velho que o personagem.[8]
- Sala Baker como Sauron, o principal antagonista da história, que forjou Um Anel para dominar a Terra Média. Ele perdeu o Anel para Isildur, mas retornou para recuperá-lo. Como não ainda não podia assumir uma forma física, voltou de maneira espiritual, encarnado em um Olho.
- Marton Csokas como Celeborn, marido de Galadriel e seu parceiro no comando de Lothlórien.
- Craig Parker como Haldir, um elfo guardião das fronteiras de Lothlórien.

## Comparação com o material de origem

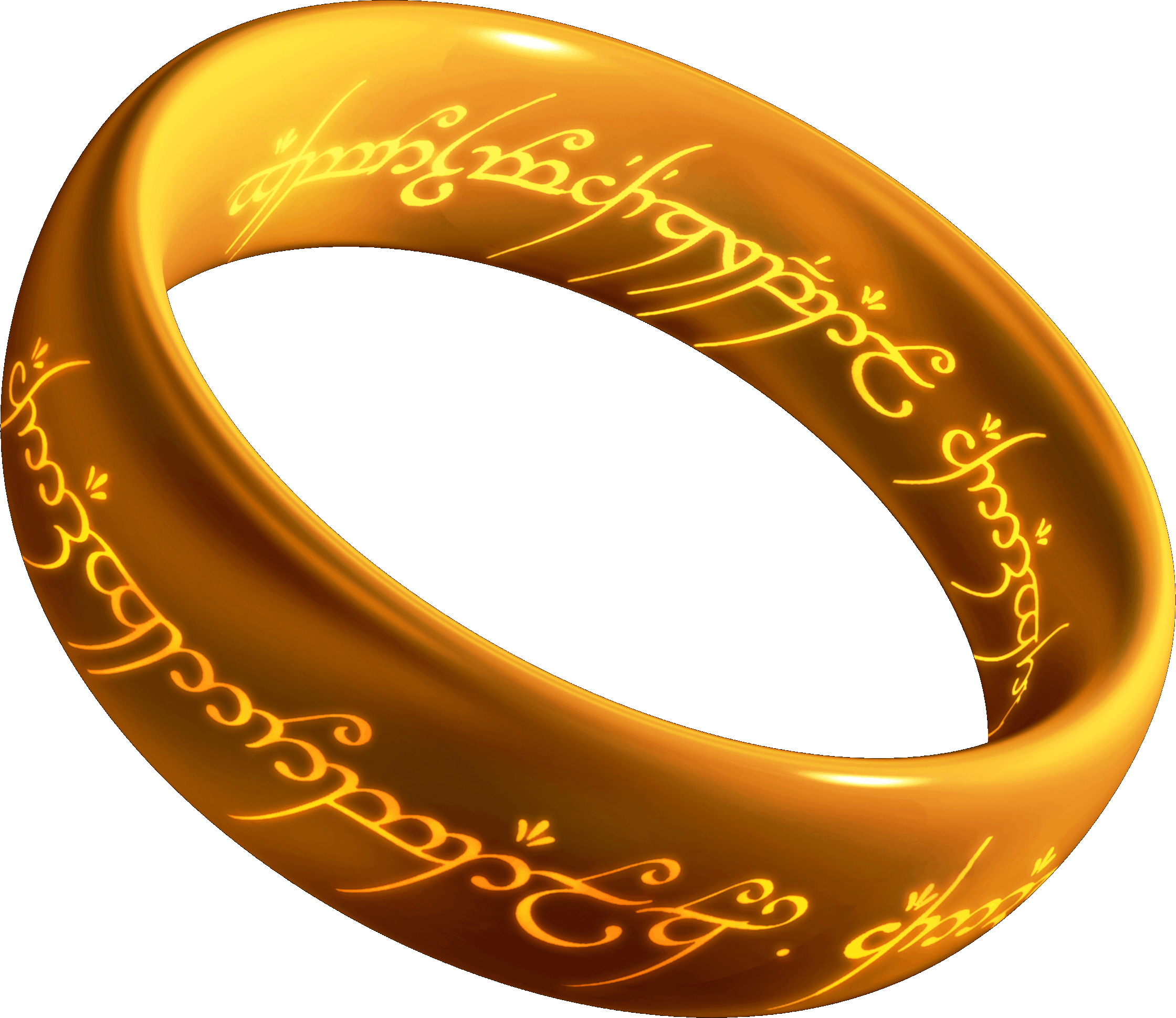
Imagem mostrando as inscrições no anel.

Jackson, Walsh e Boyens fizeram inúmeras modificações na história, a fim de estimular e desenvolver os personagens. Jackson disse que seu maior desejo era fazer um filme focado principalmente em Frodo e no Anel, a "espinha dorsal" da história. O prólogo condensa a história real de Tolkien, onde Sauron é mostrado "explodindo", embora Tolkien tendo afirmado que apenas o seu espírito "foge".
Eventos no início do filme são condensados ou totalmente omitidos. No livro, o tempo entre Gandalf deixar o Anel para Frodo e voltar para revelar a sua inscrição é de 17 anos, no filme esse tempo é comprimido por razões de calendário. Frodo também passa alguns meses se preparando para se mudar para Buckland, na fronteira oriental d'O Condado. Este evento é omitido e é combinado para que ele saia para Rivendell.

## Principais prêmios e indicações
Oscar
| Ano  | Categoria                                  | Indicado(s)                                       | Resultado |
| ---- | ------------------------------------------ | ------------------------------------------------- | --------- |
| 2002 | Melhor Filme                               | The Lord of the Rings: The Fellowship of the Ring | Indicado  |
| 2002 | Melhor Diretor                             | Peter Jackson                                     | Indicado  |
| 2002 | Melhor Ator Coadjuvante                    | Ian McKellen                                      | Indicado  |
| 2002 | Melhor roteiro adaptado/argumento adaptado | Peter Jackson, Fran Walsh, Philippa Boyens        | Indicado  |
| 2002 | Melhor figurino                            | The Lord of the Rings: The Fellowship of the Ring | Indicado  |
| 2002 | Melhor maquiagem                           | The Lord of the Rings: The Fellowship of the Ring | Venceu    |
| 2002 | Melhor Efeitos Visuais                     | The Lord of the Rings: The Fellowship of the Ring | Venceu    |
| 2002 | Melhor Fotografia                          | The Lord of the Rings: The Fellowship of the Ring | Venceu    |
| 2002 | Melhor Direção de Arte                     | The Lord of the Rings: The Fellowship of the Ring | Indicado  |
| 2002 | Melhor Mixagem de Som                      | The Lord of the Rings: The Fellowship of the Ring | Indicado  |
| 2002 | Melhor Trilha Sonora                       | The Lord of the Rings: The Fellowship of the Ring | Venceu    |
| 2002 | Melhor Canção Original                     | "May It Be"                                       | Indicado  |
| 2002 | Melhor Edição                              | The Lord of the Rings: The Fellowship of the Ring | Indicado  |

BAFTA
| Ano                        | Categoria                                            | Indicado(s) | Resultado |
| -------------------------- | ---------------------------------------------------- | ----------- | --------- |
| 2002                       |                                                      |             |           |
| Melhor Filme               | The Lord of the Rings - The Fellowship of the Ring   | Venceu      |           |
| Melhor Diretor             | Peter Jackson                                        | Venceu      |           |
| Melhores Ator Coadjuvante  | Ian McKellen                                         | Indicado    |           |
| Melhor Roteiro Adaptado    | Peter Jackson, Fran Walsh, Philippa Boyens           | Indicado    |           |
| Melhor Figurino            | The Lord of the Rings - The Fellowship of the Ring   | Indicado    |           |
| Melhor Desenho de Produção | The Lord of the Rings - The Fellowship of the Ring   | Indicado    |           |
| Maquiagem                  | The Lord of the Rings - The Fellowship of the Ring   | Venceu      |           |
| Melhor Fotografia          | The Lord of the Rings - The Fellowship of the Ring]] | Indicado    |           |
| Melhor Efeitos Visuais     | The Lord of the Rings - The Fellowship of the Ring   | Venceu      |           |
| Melhor Som                 | The Lord of the Rings - The Fellowship of the Ring   | Indicado    |           |
| Melhor Edição              | The Lord of the Rings - The Fellowship of the Ring   | Indicado    |           |

Prêmios Globo de Ouro
| Ano                    | Categoria                                          | Indicado(s) | Resultado |
| ---------------------- | -------------------------------------------------- | ----------- | --------- |
| 2002                   |                                                    |             |           |
| Melhor Filme - Drama   | The Lord of the Rings - The Fellowship of the Ring | Indicado    |           |
| Melhor Diretor         | Peter Jackson                                      | Indicado    |           |
| Melhor Trilha Sonora   | The Lord of the Rings - The Fellowship of the Ring | Indicado    |           |
| Melhor Canção Original | "May It Be"                                        | Indicado    |           |

Academia Japonesa de Cinema
| Ano                      | Categoria                                          | Indicado(s) | Resultado |
| ------------------------ | -------------------------------------------------- | ----------- | --------- |
| 2002                     |                                                    |             |           |
| Melhor Filme Estrangeiro | The Lord of the Rings - The Fellowship of the Ring | Indicado    |           |

Prêmio Bodil
| Ano                    | Categoria                                          | Indicado(s) | Resultado |
| ---------------------- | -------------------------------------------------- | ----------- | --------- |
| 2002                   |                                                    |             |           |
| Melhor Filme Americano | The Lord of the Rings - The Fellowship of the Ring | Venceu      |           |

Prêmio Saturno
| Ano                      | Categoria                                          | Indicado(s) | Resultado |
| ------------------------ | -------------------------------------------------- | ----------- | --------- |
| 2002                     |                                                    |             |           |
| Melhor Filme de Fantasia | The Lord of the Rings - The Fellowship of the Ring | Venceu      |           |
| Melhor Diretor           | Peter Jackson                                      | Venceu      |           |
| Melhor Ator Coadjuvante  | Ian McKellen                                       | Venceu      |           |